# Agua Caliente
Agua Caliente è un comune del dipartimento di Chalatenango, tra Apopa e La Nueva Concepcion, in El Salvador.
Il centro della città occupa una chiesa cattolica ed un piccolo parco. Tutti i giovedì mattina, dalle 8.00 alle 11.00 circa, ha luogo il mercato, per le vie della città.